# Liste der Kulturdenkmale der Großsiedlung Trachau
Die Liste der Kulturdenkmale der Großsiedlung Trachau enthält die Einzeldenkmale und Sachgesamtheitsteile der Großsiedlung Trachau in Dresden-Trachau, die in der Denkmalliste des Freistaates Sachsen unter der ID-Nr. 09217340 als Sachgesamtheit ausgewiesen sind.
Die Anmerkungen sind zu beachten.
Diese Liste ist eine Teilliste der Liste der Kulturdenkmale in Trachau (A–J) und der Liste der Kulturdenkmale in Trachau (K–Z).

## Legende
- Bild: Bild des Kulturdenkmals, ggf. zusätzlich mit einem Link zu weiteren Fotos des Kulturdenkmals im Medienarchiv Wikimedia Commons. Wenn man auf das Kamerasymbol klickt, können Fotos zu Kulturdenkmalen aus dieser Liste hochgeladen werden:
- Bezeichnung: Denkmalgeschützte Objekte und ggf. Bauwerksname des Kulturdenkmals
- Lage: Straßenname und Hausnummer oder Flurstücknummer des Kulturdenkmals. Die Grundsortierung der Liste erfolgt nach dieser Adresse. Der Link (Karte) führt zu verschiedenen Kartendiensten mit der Position des Kulturdenkmals. Fehlt dieser Link, wurden die Koordinaten noch nicht eingetragen. Sind diese bekannt, können sie über ein Tool mit einer Kartenansicht einfach nachgetragen werden. In dieser Kartenansicht sind Kulturdenkmale ohne Koordinaten mit einem roten bzw. orangen Marker dargestellt und können durch Verschieben auf die richtige Position in der Karte mit Koordinaten versehen werden. Kulturdenkmale ohne Bild sind an einem blauen bzw. roten Marker erkennbar.
- Datierung: Baubeginn, Fertigstellung, Datum der Erstnennung oder grobe zeitliche Einordnung entsprechend des Eintrags in der sächsischen Denkmaldatenbank
- Beschreibung: Kurzcharakteristik des Kulturdenkmals entsprechend des Eintrags in der sächsischen Denkmaldatenbank, ggf. ergänzt durch die dort nur selten veröffentlichten Erfassungstexte oder zusätzliche Informationen
- ID: Vom Landesamt für Denkmalpflege Sachsen vergebene, das Kulturdenkmal eindeutig identifizierende Objekt-Nummer. Der Link führt zum PDF-Denkmaldokument des Landesamtes für Denkmalpflege Sachsen. Bei ehemaligen Kulturdenkmalen können die Objektnummern unbekannt sein und deshalb fehlen bzw. die Links von aus der Datenbank entfernten Objektnummern ins Leere führen. Ein ggf. vorhandenes Icon  führt zu den Angaben des Kulturdenkmals bei Wikidata.

## Kulturdenkmale der Großsiedlung Trachau
Diese Liste enthält alle Einzeldenkmale und Sachgesamtheitsteile, die denkmalpflegerisch zur Sachgesamtheit der Großsiedlung Trachau gehören. Jetzt im Besitz der WGTN (Wohnungsgenossenschaft Trachau-Nord eG). Errichtet wurden die Gebäude von den Wohnungsbaugesellschaften ASSV, GEWOG, GEWOBAG und der Siedlergemeinschaft „Sonnenlehne e.V.“
Es werden 3 Bauabschnitte unterschieden:
- 1. Bauabschnitt bis 1933: bekanntestes Beispiel des Neuen Bauens in Dresden und repräsentativ für den gemeinnützigen Wohnungsbau der Weimarer Republik mit den Architekten Hans Richter (1882–1971) und Hans Waloschek (1899–1985). Danach wurden die Bauten konsequent in traditioneller Bauweise fortgesetzt, damit exemplarisch für den Paradigmenwechsel in Architektur und Städtebau nach 1933, besonders ablesbar an der Häuserzeile Kopernikusstraße (ID-Nr. 09217460).[3]
- 2. Bauabschnitt 1934 bis 1936 (mit den Architekten der GEWOBAG Ernst Ufer und Kurt Müller) und 1937 bis 1938 (mit dem Architekten der GEWOBAG Willimartin Romberger)
- 3. Bauabschnitt 1957–1958

Die historische Bedeutung der Sachgesamtheit ergibt sich aus dem Denkmaltext des Landesamts für Denkmalpflege Sachsen: „Die Großsiedlung Trachau, unter Beteiligung mehrerer Architekten von 1929 bis Ende der 1950er Jahre entstanden, ist das bedeutendste Beispiel des Neuen Bauens in Dresden, modern, funktionalistisch, mit klaren Baukuben, Flachdächern, Fensterbändern, Loggien usw., dem Bauhaus nahestehend, dabei auch exemplarisch für den Paradigmenwechsel in Architektur und Städtebau nach 1933, sie ist neben Hellerau die bedeutsamste Siedlungsanlage aus der ersten Hälfte des 20. Jahrhunderts in Dresden, darüber hinaus größte Anlage des Kleinwohnungs- und Siedlungsbaus um 1930 in Sachsen (LfD/2010).“
| Bild           | Bezeichnung | Lage | Datierung                      | Beschreibung | ID       |
| -------------- | --- | --- | ------------------------------ | --- | -------- |
| Weitere Bilder | Sachgesamtheit Großsiedlung Trachau mit mehreren Einzeldenkmalen und Sachgesamtheitsteilen                                      | Dresden-Trachau: Aachener Straße, Industriestraße, Richard-Rösch-Straße, Schützenhofstraße (Karte) | 1929 bis Ende der 1950er Jahre | Sachgesamtheit Großsiedlung Trachau mit den Einzeldenkmalen: Ehem. Güntzheim (ID-Nr. 09217449), Apostelkirche (ID-Nr. 09217462), Heizhaus (ID-Nr. 09217431), Brunnen mit Faunfigur (ID-Nr. 09303595) und zahlreiche Wohngebäude sowie die Sachgesamtheitsteile: Wohngebäude Schützenhofstraße 39 bis 151 und die Flächen sowie Grünanlagen vor und zwischen den Gebäuden, die Einfriedungen und der Funktionsbau (Heizhaus der GEWOG und Wäscherei) an der Richard-Rösch-Straße 24 – baugeschichtlich, stadtentwicklungsgeschichtlich und in Teilen künstlerisch bedeutend sowie singulär. | 09217340 |
|                | Mehrfamilienwohnhaus | Aachener Straße 1/3 und Industriestraße 28 (Karte) | 1934–1936                      | Einzeldenkmal der Sachgesamtheit Großsiedlung Trachau: Häuserzeile über L-förmigem Grundriss, traditionell gestaltet von der Architekturfirma Schilling & Graebner | 09217566 |
|                | Wohnhaus | Aachener Straße 5 (Karte) | 1934–1936                      | Einzeldenkmal der Sachgesamtheit Großsiedlung Trachau: Wohnhaus traditionell gestaltet von Schilling & Graebner | 09210053 |
|                | Doppelwohnhaus | Aachener Straße 7/7b (Karte) | 1934–1936                      | Einzeldenkmal der Sachgesamtheit Großsiedlung Trachau: Doppelhaus, traditionell gestaltet von Schilling & Graebner | 09210054 |
|                | Mehrfamilienwohnhaus | Aachener Straße 9/9b/11/11b, Halleystraße 1/3/5/7 und Kopernikusstraße 38/38b (Karte) | 1929–1939                      | Einzeldenkmal der Sachgesamtheit Großsiedlung Trachau: Häuserzeile über U-förmigem Grundriss, traditionell gestaltet von Schilling & Graebner | 09210055 |
|                | Mehrfamilienwohnhaus | Aachener Straße 13/15/15b/17/17b/19/19b/19c/21/21b/23/23b/25 (Karte) | 1929–1939                      | Einzeldenkmal der Sachgesamtheit Großsiedlung Trachau: Häuserzeile traditionell gestaltet von Schilling & Graebner | 09210059 |
|                | Mehrfamilienwohnhaus | Aachener Straße 25b/27/27b/29/29b (Karte) | 1929–1939                      | Einzeldenkmal der Sachgesamtheit Großsiedlung Trachau: Häuserzeile traditionell gestaltet von Schilling & Graebner | 09210060 |
|                | Brunnen mit Faunfigur | Aachener Straße (Karte) | um 1930                        | Einzeldenkmal der Sachgesamtheit Großsiedlung Trachau | 09303595 |
|                | Reihenhaus | Abbestraße 1/3/5/7/9/11/13/15/17/21/23 (Karte) | 1934–1936                      | Einzeldenkmal der Sachgesamtheit Großsiedlung Trachau: Reihenhausgruppe mit zwölf Einfamilienhäusern, traditionell gestaltet | 09217339 |
|                | Mehrfamilienwohnhaus | Abbestraße 2/4/6/8 (Karte) | 1934–1936                      | Einzeldenkmal der Sachgesamtheit Großsiedlung Trachau: Häuserzeile traditionell gestaltet | 09210072 |
|                | Wohnhaus | Abbestraße 10 (Karte) | 1934–1936                      | Einzeldenkmal der Sachgesamtheit Großsiedlung Trachau: Wohnhaus traditionell gestaltet | 09210074 |
|                | Mehrfamilienwohnhaus | Abbestraße 14/16/18/20/22/24 (Karte) | 1932                           | Einzeldenkmal der Sachgesamtheit Großsiedlung Trachau: Häuserzeile von Hans Richter (1882–1971) modern gestaltet | 09210075 |
|                | Häuserzeile | Abbestraße 25/27/29 und Benzstraße 2 (Karte) | 1937–1938                      | Einzeldenkmal der Sachgesamtheit Großsiedlung Trachau: Häuserzeile traditionell gestaltet | 09210069 |
|                | Häuserzeile | Abbestraße 31/33/35 (Karte) | 1937–1938                      | Einzeldenkmal der Sachgesamtheit Großsiedlung Trachau: Häuserzeile traditionell gestaltet | 09210070 |
|                | Wohnhaus | Benzstraße 4 (Karte) | 1937–1938                      | Einzeldenkmal der Sachgesamtheit Großsiedlung Trachau: Wohnhaus traditionell gestaltet | 09210078 |
|                | Mehrfamilienwohnhaus | Benzstraße 6 und Fraunhoferstraße 28/30 (Karte) | 1937–1938                      | Einzeldenkmal der Sachgesamtheit Großsiedlung Trachau: Häuserzeile über L-förmigem Grundriss, traditionell gestaltet | 09210079 |
|                | Reihenhaus | Brehmweg 1/3/5/7/9/11/13/15/17/19/21/23 (Karte) | 1934–1936                      | Einzeldenkmal der Sachgesamtheit Großsiedlung Trachau: Reihenhausgruppe mit zwölf Einfamilienhäusern, traditionell gestaltet | 09217359 |
|                | Doppelwohnhaus | Carl-Zeiss-Straße 1/3 (Karte) | 1937–1938                      | Einzeldenkmal der Sachgesamtheit Großsiedlung Trachau: Doppelhaus traditionell gestaltet | 09217363 |
|                | Wohnhaus | Carl-Zeiss-Straße 5 (Karte) | 1937–1938                      | Einzeldenkmal der Sachgesamtheit Großsiedlung Trachau: Wohnhaus traditionell gestaltet | 09210101 |
|                | Wohnhaus | Carl-Zeiss-Straße 7 (Karte) | 1937–1938                      | Einzeldenkmal der Sachgesamtheit Großsiedlung Trachau: Wohnhaus traditionell gestaltet | 09210102 |
|                | Doppelwohnhaus | Carl-Zeiss-Straße 9/11 (Karte) | 1937–1938                      | Einzeldenkmal der Sachgesamtheit Großsiedlung Trachau: Doppelwohnhaus traditionell gestaltet | 09210103 |
|                | Doppelwohnhaus | Carl-Zeiss-Straße 14/16 (Karte) | bis 1960                       | Einzeldenkmal der Sachgesamtheit Großsiedlung Trachau: Doppelwohnhaus traditionell gestaltet | 09210104 |
|                | Doppelwohnhaus | Carl-Zeiss-Straße 18/20 (Karte) | bis 1960                       | Einzeldenkmal der Sachgesamtheit Großsiedlung Trachau: Doppelwohnhaus traditionell gestaltet | 09210105 |
|                | Doppelwohnhaus | Carl-Zeiss-Straße 22/24 (Karte) | bis 1960                       | Einzeldenkmal der Sachgesamtheit Großsiedlung Trachau: Doppelwohnhaus traditionell gestaltet | 09210108 |
| Weitere Bilder | Häuserzeile | Carl-Zeiss-Straße 26/28/30/32/34/36/38/40/42/44/46/48, Dopplerstraße 3/5, Fraunhoferstraße 1/3/5/7/9/11/13/15/17/19/21/23/25/27/29/31/33, Industriestraße 54/56/58/60/62/64/66, Kopernikusstraße 66/68/70/72/74 und Richard-Rösch-Straße 2/4/6/8/10/12/14/16/18/20/22/24/26/28/30/32/34/36/38/40 (Karte) | 1929–1931                      | Einzeldenkmal der Sachgesamtheit Großsiedlung Trachau: Häuserzeilen modern gestaltet von Hans Waloschek (1899–1985), nur die Häuserzeile Kopernikusstraße 66–74 von Hans Richter (1882–1971) – an mehreren Straßen entlang führend und in ihrer Ausdehnung singulär. Errichtet von der GEWOG unter der Geschäftsführung von Richard Rösch. | 09210110 |
|                | Mehrfamilienwohnhaus | Dopplerstraße 1, Fraunhoferstraße 2 und Kopernikusstraße 54/56/58/60/62/64 (Karte) | 1929–1931                      | Einzeldenkmal der Sachgesamtheit Großsiedlung Trachau: Häuserzeile über L-förmigem Grundriss von Hans Richter modern gestaltet | 09217376 |
|                | Mehrfamilienwohnhaus | Dopplerstraße 2 und Kopernikusstraße 42/44/46/48/50/52 (Karte) | 1929–1931                      | Einzeldenkmal der Sachgesamtheit Großsiedlung Trachau: Häuserzeile über L-förmigem Grundriss, von Hans Richter modern gestaltet | 09210114 |
|                | Reihenhaus | Fraunhoferstraße 4/6/8/10/12/14/16/18/20/22/24/26 (Karte) | 1934–1936                      | Einzeldenkmal der Sachgesamtheit Großsiedlung Trachau: Reihenhäuser traditionell gestaltet | 09210116 |
|                | Mehrfamilienwohnhaus | Fraunhoferstraße 32/34/36/38 (Karte) | 1937–1938                      | Einzeldenkmal der Sachgesamtheit Großsiedlung Trachau: Häuserzeile traditionell gestaltet über L-förmigem Grundriss | 09210119 |
|                | Mehrfamilienwohnhaus | Gustav-Richter-Straße 1/3/5/7 (Karte) | 1934–1936                      | Einzeldenkmal der Sachgesamtheit Großsiedlung Trachau: Häuserzeile traditionell gestaltet | 09217428 |
|                | Reihenhaus | Gustav-Richter-Straße 2/4/6/8/10/12/14/16/18/20/22/24 (Karte) | 1934–1936                      | Einzeldenkmal der Sachgesamtheit Großsiedlung Trachau: Reihenhaus mit zwölf Einfamilienhäusern, traditionell gestaltet | 09210134 |
|                | Mehrfamilienwohnhaus | Gustav-Richter-Straße 9 (Karte) | 1934–1936                      | Einzeldenkmal der Sachgesamtheit Großsiedlung Trachau: Wohnhaus traditionell gestaltet | 09210131 |
|                | Mehrfamilienwohnhaus | Gustav-Richter-Straße 11/13/15/17/19/21 (Karte) | 1934–1936                      | Einzeldenkmal der Sachgesamtheit Großsiedlung Trachau: Häuserzeile traditionell gestaltet | 09210132 |
|                | Mehrfamilienwohnhaus | Gustav-Richter-Straße 26/28/30 und Steinheilstraße 6 (Karte) | 1937–1938                      | Einzeldenkmal der Sachgesamtheit Großsiedlung Trachau: Häuserzeile traditionell gestaltet | 09210137 |
|                | Mehrfamilienwohnhaus | Gustav-Richter-Straße 32/34/36 (Karte) | 1937–1938                      | Einzeldenkmal der Sachgesamtheit Großsiedlung Trachau: Häuserzeile traditionell gestaltet | 09210138 |
|                | Heizhaus | Halleystraße 2 (Karte) | 1929–1931                      | Einzeldenkmal der Sachgesamtheit Großsiedlung Trachau: Heizhaus GEWOBAG von Hans Richter modern gestaltet | 09217431 |
|                | Mehrfamilienwohnhaus | Halleystraße 4/6/8/10 und Trobischstraße 2/4/6 (Karte) | 1934–1936                      | Einzeldenkmal der Sachgesamtheit Großsiedlung Trachau: Häuserzeile traditionell gestaltet | 09210144 |
|                | Mehrfamilienwohnhaus | Halleystraße 9/11/13 (Karte) | 1929–1931                      | Einzeldenkmal der Sachgesamtheit Großsiedlung Trachau: Laubenganghaus, Häuserzeile von Hans Richter modern gestaltet | 09210141 |
|                | Mehrfamilienwohnhaus | Halleystraße 15/17/19 (Karte) | 1929–1931                      | Einzeldenkmal der Sachgesamtheit Großsiedlung Trachau: Laubenganghaus, Häuserzeile von Hans Richter modern gestaltet | 09210142 |
|                | Wohnhaus | Industriestraße 30 (Karte) | 1934–1936                      | Einzeldenkmal der Sachgesamtheit Großsiedlung Trachau: Wohnhaus traditionell gestaltet | 09210145 |
|                | Mehrfamilienwohnhaus | Industriestraße 32/34/36/38 (Karte) | 1934–1936                      | Einzeldenkmal der Sachgesamtheit Großsiedlung Trachau: Häuserzeile über L-förmigem Grundriss, traditionell gestaltet | 09210146 |
| Weitere Bilder | Ehem. Güntzheim, Krankenhaus | Industriestraße 40 (Karte) | 1928                           | Einzeldenkmal der Sachgesamtheit Großsiedlung Trachau: Krankenhauskomplex; Anlage aus neun, um einen Innenhof gruppierten Häusern, verbunden durch umlaufende Pergolen, die Bauten zumeist zweigeschossig mit Walmdächern und Lochfassaden, Treppenhäuser hervorgehoben, horizontale Gliederung durch Sohlbankgesimse, gestalterische Akzente durch dreieckige Dachfenster und Sprossenfenster, traditionell, mit ausgewogener Fassadengestaltung, baugeschichtlich und ortsgeschichtlich bedeutend, im Zusammenhang mit Großsiedlung städtebaulich von Belang.                            | 09217449 |
|                | Mehrfamilienwohnhaus | Industriestraße 42/44/46/48/50/52 und Kopernikusstraße 41/43/45/47/49/51/53/55/57 (Karte) | 1929–1931                      | Einzeldenkmal der Sachgesamtheit Großsiedlung Trachau: Häuserzeile, raumgreifend, das ehemalige Güntzheim westlich umfassend, von Hans Richter modern gestaltet | 09210379 |
|                | Doppelwohnhaus | Industriestraße 68 und Richard-Rösch-Straße 1 (Karte) | 1929–1931                      | Einzeldenkmal der Sachgesamtheit Großsiedlung Trachau: Doppelhaus in Ecklage und über L-förmigem Grundriss, von Richter und Waloschek modern gestaltet | 09210384 |
|                | Mehrfamilienwohnhaus | Kleestraße 2/4/6 und Richard-Rösch-Straße 19/21/23/25/27/29/31/33 (Karte) | 1929–1931                      | Einzeldenkmal der Sachgesamtheit Großsiedlung Trachau: Häuserzeile über L-förmigem Grundriss, modern gestaltet, von Hans Waloschek | 09217455 |
|                | Mehrfamilienwohnhaus | Kopernikusstraße 27/27b/27c/29/31/33/35/37/39 und Lichtenbergweg 11 (Karte) | 1929–1931 (1934)               | Einzeldenkmal der Sachgesamtheit Großsiedlung Trachau: Häuserzeile, leicht gekrümmt und über L-förmigem Grundriss, an dieser Häuserzeile ist der Paradigmenwechsel in Architektur und Städtebau nach 1933 exemplarisch ablesbar: Kopernikusstr. 29–39 mit Flachdach von Hans Richter, Kopernikusstr. 27/Lichtenbergweg 11 in traditioneller Bauweise (ab 1934). | 09217460 |
| Weitere Bilder | Ev.-luth. Apostelkirche | Kopernikusstraße 40 (Karte) | 1927–1929                      | Einzeldenkmal der Sachgesamtheit Großsiedlung Trachau: Ensemble aus Kirche und Pfarrhaus (Architekt: Oswin Hempel): Einschiffiges Gotteshaus mit hohem Satteldach, seitlich wuchtigem Turm und quergelagertem Bau, daran das versetzte Pfarrgebäude angefügt. Baukörper der Kirche im Sinne des Expressionismus mit romantisierenden und gotisierenden Formen belebt, Akzente durch Klinkergliederung, das Pfarrhaus traditionell. Die Kirche ist ein bemerkenswertes Zeugnis der Kirchenbaukunst der 1920er Jahre – baugeschichtlich und künstlerisch bedeutend.                          | 09217462 |
|                | Mehrfamilienwohnhaus | Lichtenbergweg 1 (Karte) | 1934–1936                      | Einzeldenkmal der Sachgesamtheit Großsiedlung Trachau: Wohnhaus traditionell gestaltet | 09217499 |
|                | Mehrfamilienwohnhaus | Lichtenbergweg 3 (Karte) | 1934–1936                      | Einzeldenkmal der Sachgesamtheit Großsiedlung Trachau: Wohnhaus traditionell gestaltet | 09210165 |
|                | Doppelwohnhaus | Lichtenbergweg 5/7 (Karte) | 1934–1936                      | Einzeldenkmal der Sachgesamtheit Großsiedlung Trachau: Doppelhaus traditionell gestaltet | 09210166 |
|                | Mehrfamilienwohnhaus | Lichtenbergweg 9/9b/9c (Karte) | 1934–1936                      | Einzeldenkmal der Sachgesamtheit Großsiedlung Trachau: Häuserzeile traditionell gestaltet | 09210167 |
|                | Wohnhaus | Richard-Rösch-Str. 17 (Karte) | 1937–1938                      | Einzeldenkmal der Sachgesamtheit Großsiedlung Trachau: Wohnhaus traditionell gestaltet | 09306526 |
|                | Mehrfamilienwohnhaus | Steinheilstraße 2 und Trobischstraße 25/27 (Karte) | 1937–1938                      | Einzeldenkmal der Sachgesamtheit Großsiedlung Trachau: Häuserzeile über L-förmigem Grundriss, traditionell gestaltet; Kinderplastik vor Haus Nr. 27 | 09210215 |
|                | Mehrfamilienwohnhaus | Steinheilstraße 4 (Karte) | 1937–1938                      | Einzeldenkmal der Sachgesamtheit Großsiedlung Trachau: Wohnhaus traditionell gestaltet | 09210216 |
|                | Reihenhaus | Trentzschweg 2/4/6/8/10/12/14/16/18/20/22/24 (Karte) | 1934–1936                      | Einzeldenkmal der Sachgesamtheit Großsiedlung Trachau: Reihenhaus mit zwölf Einfamilienhäusern, traditionell gestaltet | 09217597 |
|                | Reihenhaus | Trobischstraße 1/3/5/7/9/11/13/15/17/19/21/23 (Karte) | 1934–1936                      | Einzeldenkmal der Sachgesamtheit Großsiedlung Trachau: Reihenhausgruppe mit zwölf Einfamilienhäusern, traditionell gestaltet | 09217599 |
|                | Mehrfamilienwohnhaus | Trobischstraße 8/10/12/14 (Karte) | 1934–1936                      | Einzeldenkmal der Sachgesamtheit Großsiedlung Trachau: Häuserzeile | 09210234 |
|                | Mehrfamilienwohnhaus | Trobischstraße 16/18/20/22 (Karte) | 1934–1936                      | Einzeldenkmal der Sachgesamtheit Großsiedlung Trachau: Häuserzeile traditionell gestaltet | 09210235 |
|                | Mehrfamilienwohnhaus | Trobischstraße 29/31/33/35 (Karte) | 1937–1938                      | Einzeldenkmal der Sachgesamtheit Großsiedlung Trachau: Häuserzeile über L-förmigem Grundriss, traditionell gestaltet | 09210232 |
| Weitere Bilder | Doppelwohnhäuser (Siedlerhäuser der ASSV – Siedlergemeinschaft Sonnenlehne e.V., Architekt Hans Waloschek, errichtet 1929–1930) | Schützenhofstraße 39/41/43/45/47/49/51/53/55/57/59/61/63/65/67/69/71/73/75/77/79/81/83/85/87/89/91/93/95/97/99/101/105/107/109/111/113/115/117/119/121/123/125/127/129/131/133/135/137/139/141/143/145/147/149/151 (Karte)                                                                               | 1934–1936                      | Sachgesamtheitsteile der Sachgesamtheit Großsiedlung Trachau: Siedlerhäuser in der Schützenhofstraße und die Flächen sowie Grünanlagen vor und zwischen den Gebäuden, die Einfriedungen und der Funktionsbau (Heizhaus der GEWOG und Wäscherei) von Hans Waloschek an der Richard-Rösch-Straße 24 | 09217340 |

## Ausführliche Denkmaltexte
1. ↑  
ASSV = Allgemeiner Sächsischer Siedlerverband, GEWOG = Gemeinnützige Wohnungs- und Heimstättengesellschaft für Arbeiter, Angestellte und Beamte GmbH. Dresden, Kopernikusstr. 72, GEWOBAG = Gemeinnützige Wohnungsbau-Aktiengesellschaft der Stadt Dresden und der Siedlergemeinschaft Sonnenlehne e.V. der ASSV. Geschäftsführer der GEWOG war Richard Rösch. 
Im Mai 1933 wurde die GEWOG als gewerkschaftseigenes Wohnungsunternehmen enteignet und unter dem Namen Neue Heimat weitergeführt.

Die Bauausführung erfolgte durch drei Architekturbüros:
  - Schilling & Graebner
  - Baubüro der GEWOG von Hans Waloschek
  - Baubüro der GEWOBAG von Hans Richter.
2. ↑  
Großsiedlung Trachau: Gebäude einer weiträumigen Siedlung von ASSV, GEWOG, GEWOBAG und der Siedlergemeinschaft Sonnenlehne e.V. mit Apostelkirche, ehemaligem Güntzheim, Heizhaus, weiteren Zweckgebäuden, Freiplastiken, Grüngestaltung usw. zwischen Aachener Straße, Schützenhofstraße, Richard-Rösch-Straße und Industriestraße; gesamte Anlage axial auf das ehemalige Güntzheim ausgerichtet, von 1929 bis Ende der 1950er Jahre entstanden, bedeutendstes Beispiel des Neuen Bauens in Dresden, dabei auch exemplarisch für den Paradigmenwechsel in Architektur und Städtebau nach 1933, Beteiligung mehrerer Architekten, Bauten der Weimarer Republik modern, funktionalistisch, mit klaren Baukuben, Flachdächern, Fensterbändern, Loggien usw., dem Bauhaus nahestehend, bemerkenswert die Laubenganghäuser in der Halleystraße, kleinteiliger die Reihenhäuser an der Schützenhofstraße, Gebäude im oberen Teil der Aachener Straße mit modernen Fassaden und Walmdächern schaffen Übergang zur gegenüberliegenden Gartenheimsiedlung, Häuser der NS-Zeit traditionalistisch, mit Lochfassaden und Walmdächern, Fortsetzung dieser formalen Auffassung bis Ende der 1950er Jahre, neben Hellerau bedeutsamste Siedlungsanlage aus der ersten Hälfte des 20. Jahrhunderts in Dresden, mit Rundling und Meyerschen Häusern in Leipzig eine der städtebaulich ambitioniertesten sächsischen Siedlungen dieser Zeit, darüber hinaus größte Anlage des Kleinwohnungs- und Siedlungsbaus um 1930 in Sachsen. Die Siedlung ist baugeschichtlich, städtebaulich und in Teilen künstlerisch bedeutend (LfD/2010).

Die jeweiligen Einzeldenkmale sind Teil der Großsiedlung Trachau, Bauabschnitt bis 1933 bekanntestes Beispiel des Neuen Bauens in Dresden und repräsentativ für den gemeinnützigen Wohnungsbau der Weimarer Republik, danach konsequent in traditioneller Bauweise fortgesetzt, damit exemplarisch für den Paradigmenwechsel in Architektur und Städtebau nach 1933.